# Kambodzsa a 2011-es úszó-világbajnokságon
Kambodzsa a 2011-es úszó-világbajnokságon három úszóval vett részt.

## Úszás
Férfi
| Versenyző              | Esemény                      | Selejtező | Selejtező | Elődöntő          | Elődöntő          | Döntő             | Döntő             |
| Versenyző              | Esemény                      | Idő       | Helyezés  | Idő               | Helyezés          | Idő               | Helyezés          |
| ---------------------- | ---------------------------- | --------- | --------- | ----------------- | ----------------- | ----------------- | ----------------- |
| Chamraen Youri Maximov | Férfi 50 méteres gyorsúszás  | 27.48     | 83        | Nem jutott tovább | Nem jutott tovább | Nem jutott tovább | Nem jutott tovább |
| Chamraen Youri Maximov | Férfi 400 méteres gyorsúszás | 4:55.35   | 49        |                   |                   | Nem jutott tovább | Nem jutott tovább |
| Ponloeu Hem Thon       | Férfi 50 méteres gyorsúszás  | 27.22     | 81        | Nem jutott tovább | Nem jutott tovább | Nem jutott tovább | Nem jutott tovább |
| Ponloeu Hem Thon       | Férfi 50 méteres mellúszás   | 33.48     | 42        | Nem jutott tovább | Nem jutott tovább | Nem jutott tovább | Nem jutott tovább |

Női
| Versenyző      | Esemény                   | Selejtező | Selejtező | Elődöntő          | Elődöntő          | Döntő             | Döntő             |
| Versenyző      | Esemény                   | Idő       | Helyezés  | Idő               | Helyezés          | Idő               | Helyezés          |
| -------------- | ------------------------- | --------- | --------- | ----------------- | ----------------- | ----------------- | ----------------- |
| Vitiny Hemthon | Női 50 méteres gyorsúszás | 31.45     | 70        | Nem jutott tovább | Nem jutott tovább | Nem jutott tovább | Nem jutott tovább |
| Vitiny Hemthon | Női 50 méteres hátúszás   | 36.57     | 54        | Nem jutott tovább | Nem jutott tovább | Nem jutott tovább | Nem jutott tovább |